# ŠHK 37 Piešťany
SHK 37 Pieszczany – słowacki klub hokejowy z siedzibą w Pieszczanach. Oo 2012 roku występuje w rozgrywkach Tipsport Extralidze.

## Historia
Dotychczasowe nazwy
- ŠK Piešťany (1937)
- PHK Piešťany (1937–1979)
- Chirana Piešťany (1979–1993)
- VTJ Piešťany (1993–1995)
- HK VTJ Marat Piešťany (1995–2004)
- ŠHK 37 Piešťany (od 2004)

W sezonie 2011/2012 formalnie mistrzem 1. ligi został HC 46 Bardejov. Po sezonie ekstraligi 2011/2012 ligę opuścił Slovan Bratysława, który przeniósł się do międzynarodowych rozgrywek KHL. W jego miejsce nie przyjęto Bardejowa, lecz Pieszczany, jako że pierwszy klub jest zespołem farmerskim wobec HC Koszyce i nie mógłby występować w rozgrywkach Ekstraligi.

## Sukcesy
- Mistrzostwo 2. ligi czechosłowackiej (1 raz): 1985
- Mistrzostwo 2. ligi słowackiej (3 razy): 1998, 2002, 2003
- Mistrzostwo 1. ligi słowackiej (2 razy): 2009, 2010

## Zawodnicy
W przeszłości zawodnikami drużyny byli m.in. Zdeno Chára, Richard Šafárik, Martin Ivičič, Jozef Mihálik, Branko Radivojevič, Peter Ölvecký, Michel Miklík, Tomáš Tatar, Vladimír Urban, Branislav Jánoš.